# 善導寺 (上越市寺町)
善導寺（ぜんどうじ）は、新潟県上越市（高田区）にある浄土宗の寺院。なお、約20キロメートル北東の同市柿崎区にも同名の寺がある。この寺も浄土宗の寺院である。

## 歴史
1475年（文明7年）、蓮開によって開山された。元々は直江津に位置し、「光明寺」という名称であった。その後、海中から浄土宗の「浄土五祖」の一人である善導大師像が出現したことをもって「善導寺」に改称した。この善導大師像は、国の重要文化財に指定されている。
1614年（慶長19年）、越後高田藩藩主松平忠輝が高田城を築城する際に、点在していた寺を一か所にまとめ寺町を設けた。そのときに寺町へ移転している。
当寺出身の著名人として、茶道流派「壺月遠州流」の二世家元で、浄土宗僧侶の青柳貫孝がいる。

## 交通アクセス
- 高田駅より徒歩9分。